# Deir Ghassaneh
Deir Ghassaneh è un villaggio palestinese situato nella sponda ovest del fiume giordano. Segue il governatorato di Ramallah e Al-Bireh. Cadde sotto l'occupazione israeliana nel 1967. Si trova a 25 km a nord-ovest della città di Ramallah, e si trova a 32,0333°N e 35,1036°E. Si trova a circa 400 metri sul livello del mare. L'arabo è la lingua della città e tutti i suoi abitanti sono musulmani.

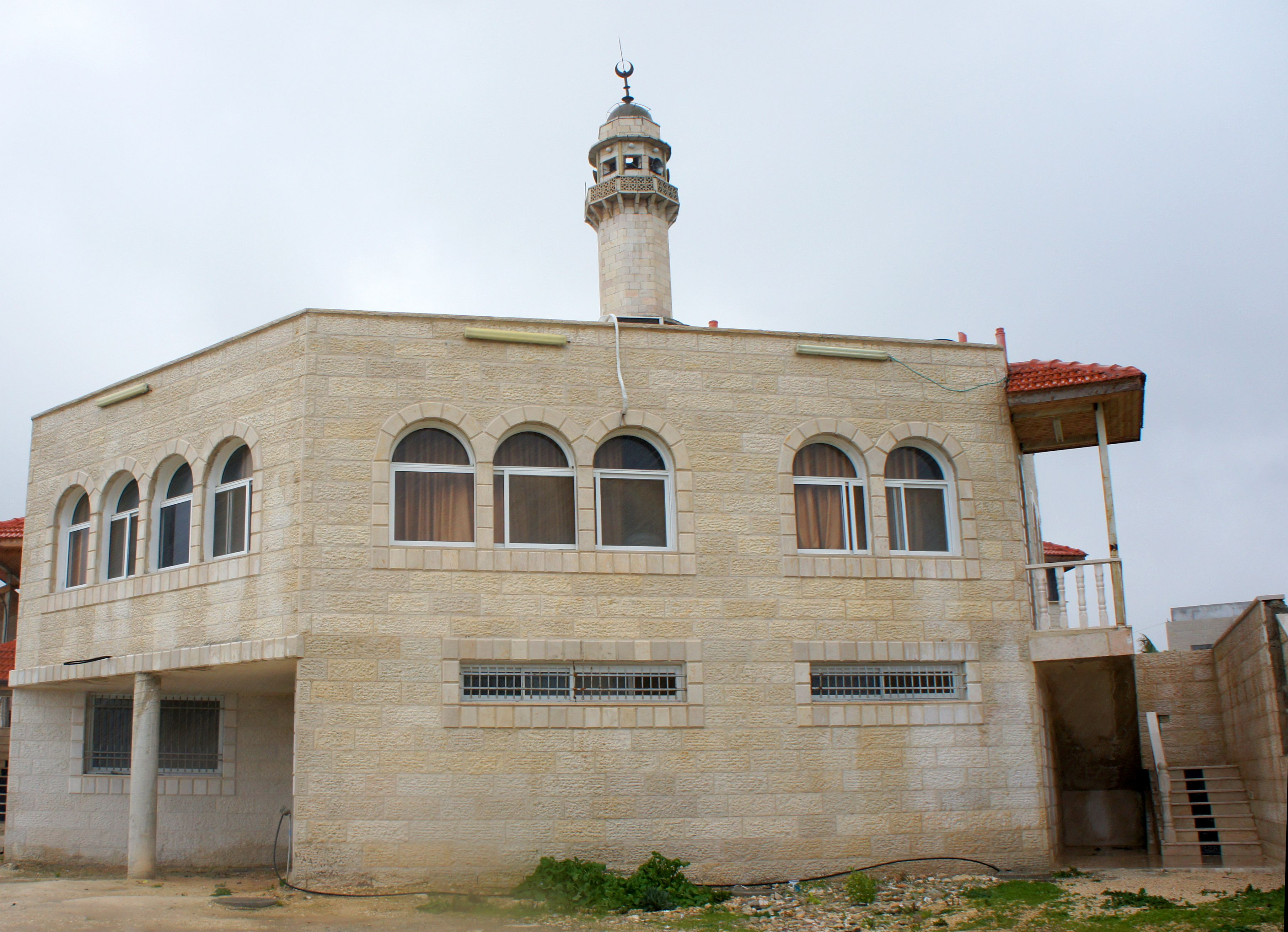
Moschea di Bani Zeid a Deir Ghassaneh